# Estação Penha 2
A Estação Penha 2 (Monsenhor Alves Rocha) é uma parada do BRT TransCarioca localizada no bairro da Penha, no município do Rio de Janeiro.